# Kimchi
Kimchi ili gimchi (korejski 김치) tradicionalno je korejsko nacionalno jelo pripremljeno od fermentiranog sezonskog povrća i drugih sastojaka. Kimchi je popularan i u  Japanu.

## Povijest
Podrijetlo hrane datira iz antičkih vremena. Prvi spomen kimchija može se naći u kineskoj poeziji Shi-Kyung, čija je starost procijenjena na 2.600 do 3.000 godina. Do 12. stoljeća počeli su se dodavati i razni drugi sastojci.

## Sastojci
Glavni sastojci za pripremu kimchija su: kineski kupus, japanska duga bijela rotkva, krastavac, papar i sol. Može se dodati i: mrkva, mljevena crvena ljuta paprika, luk, češnjak i umak od ukiseljene ribe. 